# St. Sebastian (Siggen)

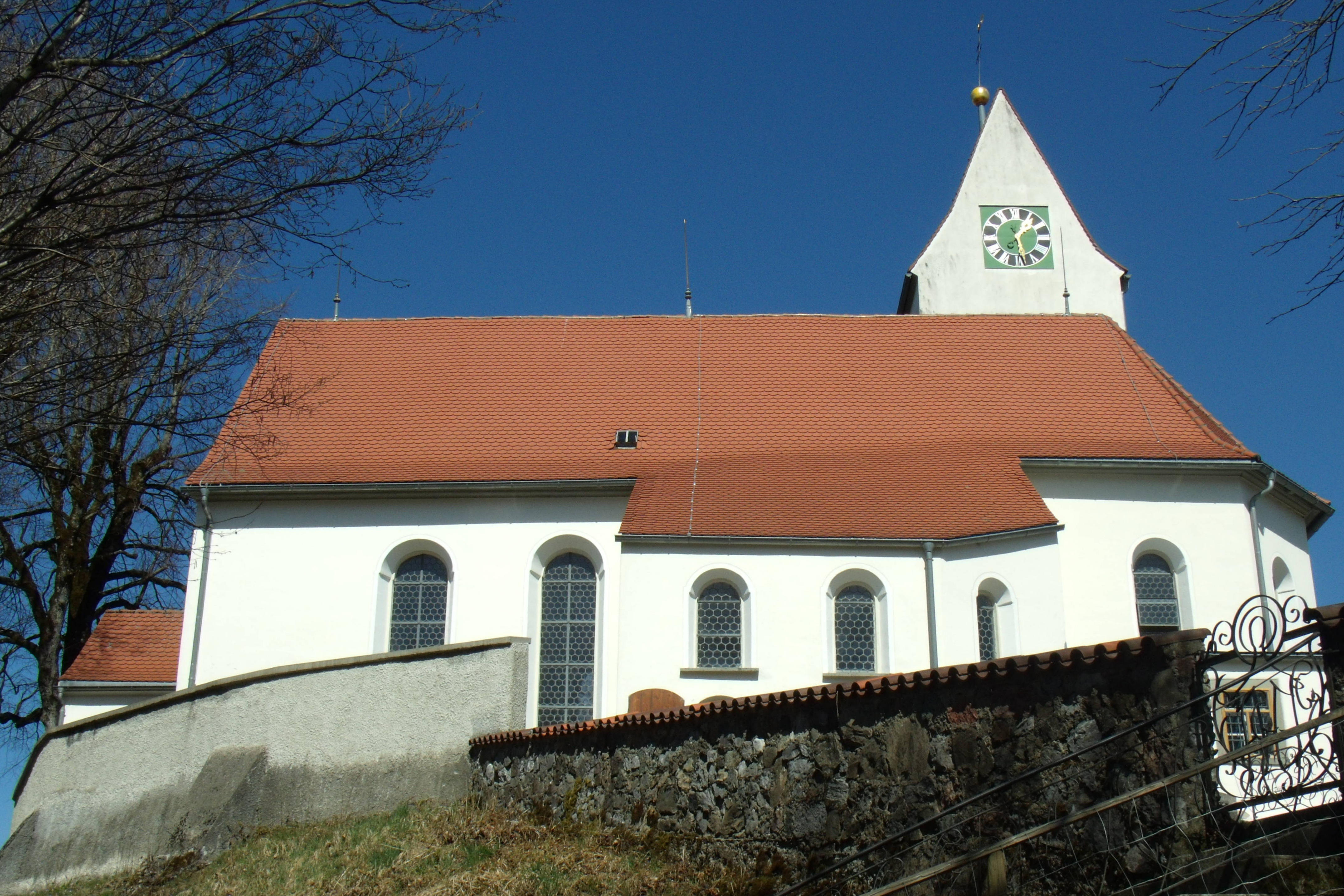
St. Sebastian in Siggen

Die römisch-katholische Pfarrkirche St. Sebastian steht in Siggen, einer Ortschaft der Gemeinde Argenbühl im Landkreis Ravensburg in Baden-Württemberg. Die Kirchengemeinde gehört zum Dekanat Allgäu-Oberschwaben in der Diözese Rottenburg-Stuttgart. Das Bauwerk ist beim Landesamt für Denkmalpflege Baden-Württemberg als Baudenkmal eingetragen.

## Beschreibung

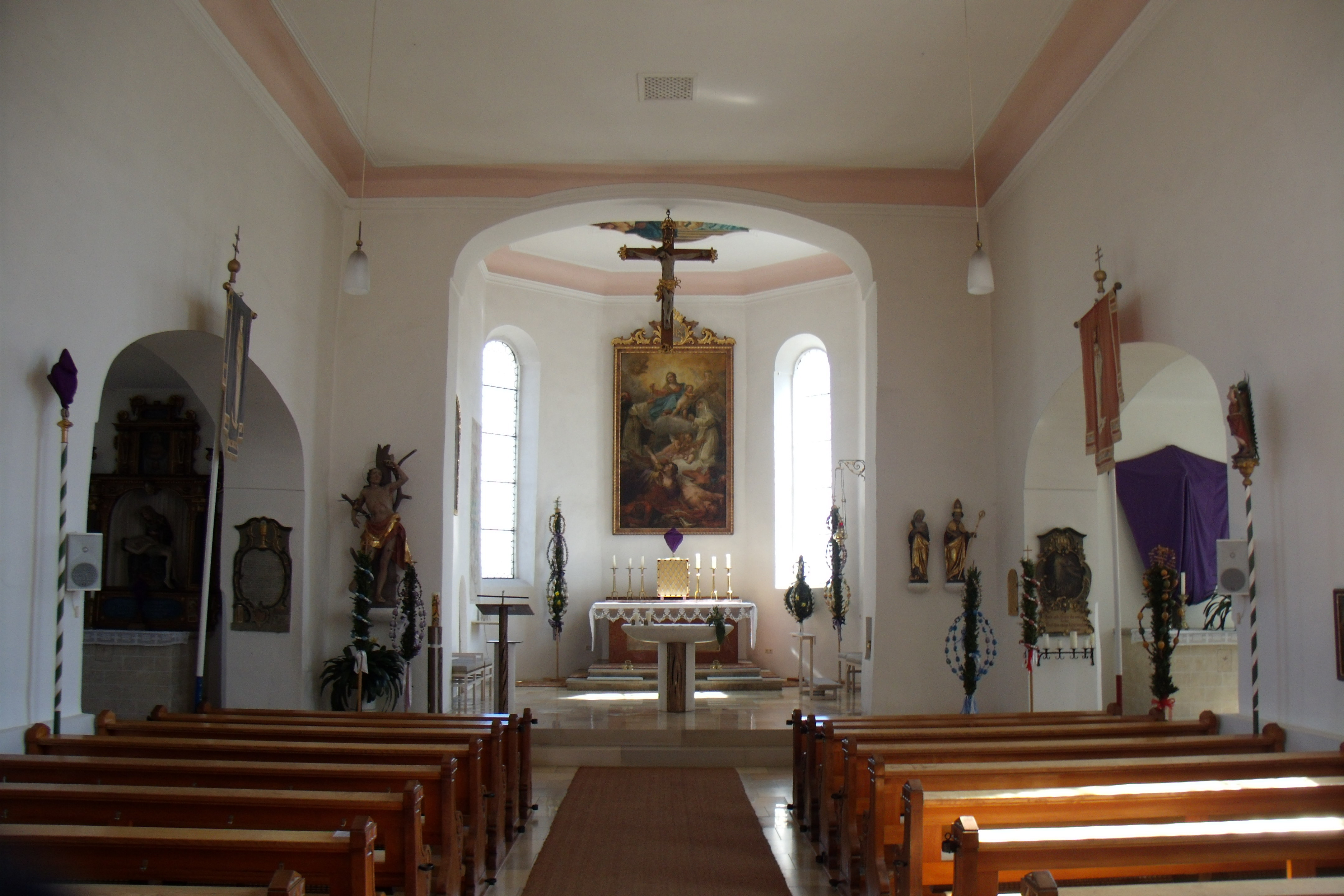
Blick zum Altar

Die Saalkirche wurde um 1680 erbaut und 1908 erneuert. Sie besteht aus einem Langhaus, das seitlich von großen Kapellen flankiert wird, einem eingezogenen, dreiseitig geschlossenen Chor im Osten, einem Chorflankenturm, der im Kern aus dem 15. Jahrhundert stammt, an der Nordwand des Chors, der später mit einem Geschoss aufgestockt wurde, das den Glockenstuhl mit drei Kirchenglocken beherbergt, und quer mit einem Satteldach bedeckt, in dessen Giebeln sich die Zifferblätter der Turmuhr befinden. Die Sakristei wurde an der Südwand des Chors angebaut. In der nördlichen Kapelle befindet sich eine Pietà aus dem frühen 15. Jahrhundert. Die ehemalige Dachbodenorgel wurde durch die Gebr. Späth Orgelbau ersetzt.